# Horatius Coclès
Horatius Coclès ist eine Oper (Originalbezeichnung: „Acte Lyrique“) in einem Akt des französischen Komponisten Étienne-Nicolas Méhul. Das Libretto stammt von Antoine-Vincent Arnault. Die Uraufführung fand am 18. Februar 1794 in der Pariser Oper statt.

## Handlung
Die Handlung spielt im alten Rom. Es geht um die Frage, ob Rom die erst unlängst gegründete Staatsform der Republik beibehalten soll oder zum vorherigen Regierungssystem, der Monarchie, zurückkehren soll. Die Etrusker, die Rom belagern, verlangen die Wiederherstellung des Königtums, während die Römer selbst heldenhaft für die Verteidigung der Republik eintreten. Das beherzte und mutige Verhalten der Römer beeindruckt am Ende die Etrusker, die ihr Vorhaben aufgeben, und Rom bleibt eine Republik.
Eine Straße in Rom mit Blick auf den Pons Sublicius und eines der wichtigsten Stadttore; zwischen dem Tiber und den Stadtmauern das Grabmal des Brutus; in der Ferne das Lager Porsennas
Szene 1. Konsul Valerius und das römische Volk trauern um Brutus (Chor: „Et pour l’univers et pour Rome“). Horace beklagt, dass es den Römern nicht gelungen ist, die Belagerung zu beenden. Er schwört beim Schwert des Brutus, die römischen Könige zu vertreiben und dem Volk seine Freiheit zurückzugeben.
Szene 2. Mutius Scevola erklärt, dass nicht der hilflose römische König Tarquinius, sondern der etruskische König Porsenna, der die Stadt belagere, der Feind sei. Horace und Mutius streiten darüber, wem die Ehre gebühre, den Tyrannen zu besiegen (Duett: „Je suis vieux – Je suis jeune“).
Szene 3. Valerius versichert den beiden seine Unterstützung. Er vertraut Horace die Verteidigung der Stadtbrücke an, während er selbst an der Spitze des Heeres das feindliche Lager angreifen will.
Szene 4. Horace widmet seinen Kampf der Freiheit („Liberté, flamme active et pure“).
Szene 5. Ein Soldat meldet, dass ein Botschafter Porsennas zu Verhandlungen eingetroffen sei.
Szene 6. Der Botschafter bringt als Beweis des guten Willens seines Herrn einige römische Gefangene mit, darunter Horaces Sohn. Jedoch lehnen sowohl der alte wie auch der junge Horace das Friedensangebot ab, da sie sich Porsenna nicht unterwerfen wollen. Da der junge Horace somit in Gefangenschaft verbleibt, verabschieden sich die beiden voneinander (Ensemble: „Mon père, adieu, séparons-nous“). Die Römer schwören sich vor dem Grabmal Brutus’ auf den bevorstehenden Kampf ein.
Szene 7. Die verschiedenen Divisionen marschieren fort, und Horace nimmt seine Stellung an der Brücke ein. Er schickt seine Soldaten in den Kampf, während er die Brücke alleine verteidigt, bis sie von den Römern zerstört werden kann.
Szene 8. Mutius verkündet, dass Porsenna besiegt wurde und sich in diesem Augenblick mit seiner Armee zurückziehe. Die Freiheit Rom ist gesichert.
Szene 9. Valerius führt Horace seinen wieder befreiten Sohn zu, und alle feiern den Sieg (Chor: „Les rois pesoient sur notre tête“).

## Weitere Anmerkungen

Titelblatt des Librettos, Paris 1794

Aus dem Handlungsverlauf kann man Rückschlüsse auf die Entstehung der Oper ziehen. Zwischen Juli 1793 und 1794 kam es in Frankreich zur sogenannten Terrorherrschaft, einer blutigen Phase der Französischen Revolution. In der Kultur jener Zeit wurde von Künstlern erwartet, dass sie Werke mit einem politischen Zeitbezug auf die damalige Gegenwart schufen. Aus diesem Grund entstand diese Oper. Die Ereignisse im antiken Rom mit dem Sieg der Republik über die Monarchie passten exakt zu den Vorgängen im Frankreich der Revolutionszeit. Méhul und sein Librettist wollten sich damit die Gunst der damals Mächtigen sichern und im Hinblick auf folgende Opern etwas Freiraum in deren Gestaltung gewinnen, ohne gleich in den Verdacht der Illoyalität zu den Zielen der Revolution zu geraten. Im Jahr 1794 kam es noch zu 18 weiteren Vorstellungen der Oper. Ende 1797 und Anfang 1798 gab es nochmal neun Vorstellungen. Mit der Veränderung der politischen Verhältnisse in Frankreich hin zum Kaisertum Napoleons hatte die Oper ihre politische Botschaft verloren, war das Land doch wieder zu einer Monarchie geworden. Folglich passte das Werk nicht mehr in die politische Landschaft.
Musikalisch fällt auf, dass diese Oper keine einzige weibliche Hauptrolle enthält. Auch sonst gibt es wenige Sologesänge. Der Komponist bevorzugte bei diesem Werk eher Duette und Terzette. Die Ouvertüre wurde zum bekanntesten Stück der Oper und fand viele Bewunderer. Diese wird bis heute gelegentlich bei Konzerten gespielt, während der Rest der Oper in den Archiven verschwand. Von dieser Ouvertüre gibt es auch eine CD-Einspielung aus dem Jahr 2002 mit dem Orchester der Bretagne unter der Leitung von Sanderling. Auf dieser CD sind neben dieser Ouvertüre auch noch verschiedene andere Opernouvertüren von Méhul zu hören.

## Digitalisate
- Manuskript der Partitur, 1794. Digitalisat bei Gallica
- Partitur, Paris 1794. Digitalisat bei Gallica
- Libretto (französisch), Paris 1794. Digitalisat bei Gallica